# Reilly Opelka
Reilly Opelka (n. 28 august 1997, Saint Joseph, Michigan, SUA) este un jucător profesionist de tenis din Statele Unite ale Americii. Cea mai bună clasare a carierei a fost locul 17 mondial (28 februarie 2022). A câștigat 1 titlu ATP la simplu.  
Opelka este cel mai înalt jucător de tenis din istoria sportului, alături de Ivo Karlović.

## Legături externe
- en Reilly Opelka la Association of Tennis Professionals